# Eois azafranata
Eois azafranata är en fjärilsart som beskrevs av Paul Dognin 1893. Eois azafranata ingår i släktet Eois och familjen mätare. Inga underarter finns listade i Catalogue of Life.